# Szekeres Imre
Szekeres Imre (Szolnok, 1950. szeptember 9. –) magyar politikus.
2006 és 2010 között Magyarország honvédelmi minisztere, 2004–2010 között a Magyar Szocialista Párt (MSZP) elnökhelyettese, a Magyar Triatlon Szövetség volt elnöke.

## Családja
Édesapja Szekeres László, édesanyja Feldmann Magda. 1976 óta nős, felesége Vásárhelyi Katalin vegyészmérnök. Két gyermekük van, András Márk és Hanna Flóra (utóbbi szociálpszichológus és egyetemi adjunktus).

## Tanulmányai
Szülei néhány hónappal születése után Szolnokról Jászapátiba költöztek, itt végezte el az általános iskolát. Tanulmányait Kazincbarcikán folytatta, ahol 1969-ben érettségizett és vegyipari technikusi képesítést szerzett. Ugyanebben az évben lépett be a Magyar Szocialista Munkáspártba (MSZMP), ill. vették fel a Veszprémi Egyetem Vegyészmérnöki Karára, ahol 1974-ben vegyipari rendszermérnöki oklevelet kapott.

## Rendszerváltás előtti pályafutása
Diplomájának megszerzése után tanársegédi kinevezést kapott az egyetem kibernetikai intézetében, az oktatás mellett tudományos kutatással is foglalkozott. 1977-ben a mesterséges intelligenciák kifejlesztése témakörében egyetemi doktori címet szerzett. 1977-től nyolc éven át a Magyar Kommunista Ifjúsági Szövetség (KISZ) Veszprém Megyei Bizottságának a titkára, majd első titkára volt.
1985-ben beválasztották Veszprém Város Tanácsába, ahol a művelődési és gazdasági életért felelős tanácselnök-helyettes lett. A Veszprém vármegyei MSZMP-reformkörök egyik szervezője és elindítója, megyéjében a reformszárny vezetőjének tekintették. Az 1989. októberi pártkongresszuson elnökségi tagnak javasolták, de nem vállalta, helyette az MSZP Veszprém Megyei szervezetének alapító elnöke lett, majd 1990-ben rövid ideig a párt országos titkára volt.

## Rendszerváltás utáni pályafutása
1990 novemberében a párt ügyvezető alelnöke lett, mely posztját 1994-es alelnökké történt megválasztásáig viselte. Az 1994-es országgyűlési választáson a Jász-Nagykun-Szolnok megye 2. számú választókerületében (Jászapáti központtal) szerzett egyéni mandátumot. Elsőciklusos képviselőként az MSZP-frakció vezetőjévé választották. 1998-ban megvédte egyéni mandátumát, a költségvetési és pénzügyi bizottság elnöke volt a ciklus alatt. 2010-ig folyamatosan az MSZP vezetésének tagja alelnökként, elnökhelyettesként, valamint a választási kampányok egyik irányítójaként. 2010 után nem vállalt elnökségi tagságot, hanem az MSZP gazdaságpolitikai kabinetjét és szakmai programokat készítő alapítványát vezeti.
2002-ben pártja Jász-Nagykun-Szolnok megyei területi listájáról szerzett országgyűlési mandátumot, valamint a párt közgazdasági tagozatának társelnöke lett. A ciklus kezdetén a gazdasági bizottság elnöke volt, majd a Medgyessy-kormány megalakulásakor a Miniszterelnöki Hivatal koalíciós egyeztetésekért felelős politikai államtitkárává nevezték ki, mely tisztségét a kormány 2004-es lemondásáig viselt. 2006-ban ismét egyéni mandátumot szerzett. Az akkor megalakult második Gyurcsány-kormány honvédelmi miniszterévé nevezték ki. 2007-ben és 2009-ben megerősítették az MSZP elnökhelyettesi tisztségében. A Bajnai-kormányban megőrizte hivatalát. A 2010-es magyarországi országgyűlési választáson ismét pártja Jász-Nagykun-Szolnok megyei területi listájáról nyert mandátumot.

## Botrányok
2008. január 28-án Szekeres Imre beszédet tartott a Magyar Honvédség tisztikara előtt a Gripen vadászgépek átvételének tiszteletére. A beszéd alatt a miniszter több helyen bakizott, furcsán mondott egyes szavakat, számos tv-csatorna és hírportál átvette és leközölte a beszédet. Sokak szerint a beszéd alatt Szekeres alkoholos befolyásoltság alatt volt, ezért rontotta el a szöveget. Szekeres cáfolta a vádakat, szerinte a szélsőséges időjárás, a dermesztő szél miatt értelmezhették félre beszédét. Mindez később több helyütt is cáfolatot nyert.

## Politikán kívüli pályafutása
2003-ban a Magyar Triatlon Szövetség elnökévé választották, ilyen tisztségében a Magyar Olimpiai Bizottság tagja is lett. Jászapáti díszpolgára címet kapott és belépett a Jászok Egyesületébe is.